# Stephen Salisbury
Stephen Salisbury (1835 – 1905), también llamado Stephen Salisbury Jr. o Stephen Salisbury III, fue un empresario, abogado y benefactor estadounidense que perteneció a diversas sociedades científicas y dedicó parte de sus recursos y de su vida al estudio y a la difusión de la cultura maya de Yucatán.  

## Datos biográficos
Fue hijo de un acaudalado propietario inmobiliario estadounidense que construyó su fortuna administrando bienes raíces, particularmente en el estado de Massachusetts, en el condado de Worcester. Se graduó en el Harvard College en 1856. Como su padre, Salisbury fue senador estatal, presidente del Worcester National Bank, y director del Ferrocarril Worcester & Nashua. También fue consejero del Hospital de la Ciudad de Worcester y del Instituto Politécnico de Worcester.
El año de 1896, con un grupo de prominentes hombres de negocios de la ciudad de Worcester fundó el museo de arte de la localidad.  
Dedicó parte de su tiempo a las actividades arqueológicas y a difundir el resultado de sus expediciones e investigaciones sobre la cultura de los mayas, particularmente en la península de Yucatán.
Salisbury murió en 1905, dejando una extensa colección de arte americano al museo que ayudó a crear. Legó también un fondo de tres millones de dólares para el desarrollo de la institución museográfica.

## Obra
Escribió un buen número de artículos en los Proceedings of the American Antiquarian Society sobre la cultura maya, ninguno de los cuales ha sido traducido al español. Entre otros: The Mayas, the sources of their culture; The statue of Chac Mool; Terracota figures from Isla Mujeres; The Katun of the Mayan History.